# Берёза вишнёвая
Берёза вишнёвая (лат. Bétula lénta) — вид растений рода Берёза (Betula) семейства Берёзовые (Betulaceae).

## Распространение и экология
Произрастает на востоке Северной Америки: от южных районов штата Мэн и провинции Онтарио на севере до южной оконечности Аппалачей в штате Джорджия.
В Восточной Европе встречается в Прибалтике, Белоруссии, России (Центральный Чернозёмный район, Москва, Санкт-Петербург, Калининград) и других странах.
Предпочитает глубокие, влажные, хорошо дернированные почвы, но встречается и на сухих, а местами скалистых местоположениях. Зимостойка. Среднесветлолюбива. Долговечна.
Встречается в смеси с клёнами (Acer), дубами (Quercus), буком (Fagus) и тополями (Populus). Никогда не бывает доминирующим деревом и не образует чистых насаждений.

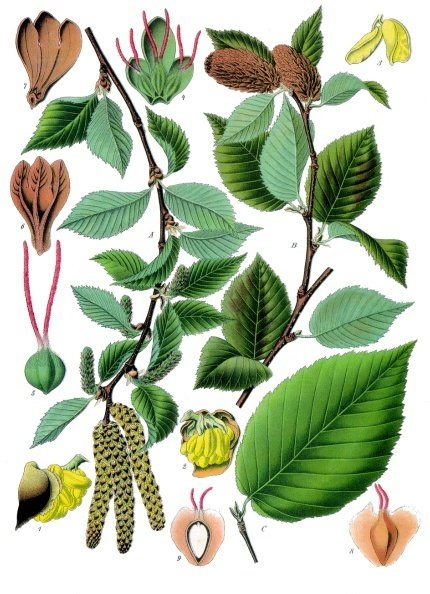

## Ботаническое описание
Листопадное дерево средних размеров, высотой 20—25 м и диаметром ствола до 60 см. Крона в молодости пирамидальная; позже округлая, прозрачная, со свисающими ветвями. Кора тёмно-коричневая, почти вишнёво-красная (в отличие от большинства видов берёз), неровная, рассечённая множеством неровных трещин. Молодая кора ароматическая с пряным привкусом. Побеги в молодости слегка опушённые; позже — голые, красно-коричневые.
Почки красно-коричневые, тонкие, острые, часто на коротенькой веточке, отклоненные от ветви на 30°. Листья округлые или продолговато-яйцевидные, остроконечные или заострённые, длиной 6—12 см, шириной 3—5,5 см, при основании сердцевидные или округлые, по краю остро мелко-двоякозубчатые, в молодости шелковисто опушенные, взрослые сверху ярко-зелёные, блестящие, снизу тускло-зелёные, на черешках длиной 0,8—1,5 см. Осенью листья становятся красновато-жёлтыми.
Плодущие серёжки сидячие, прямые, яйцевидно-продолговатые, длиной 2—3 см, диаметром 1,2—1,3 см. Прицветные чешуйки длиной около 4 мм, голые, с короткими, почти одинаковыми лопастями.
Крылья орешка почти одинаковой ширины с орешком. Семена созревают в сентябре — октябре. Вес 1000 семян 0,9 г.

## Значение и применение
Дает ценную древесину тёмно-коричневого цвета, похожую на вишнёвую, более твёрдую и более прочную, чем у европейских видов. Удельный вес древесины 0,65—0,70. В Америке древесина употребляется в большом количестве, в мебельном производстве для имитации красного дерева, для отделки внутренних помещений и т. д. Экспортируется в большом количестве в Европу.
Из молодых веток и листьев в значительном количестве отгоняют эфирное масло «wintergreen», употребляемое в парфюмерии. Основной компонент эфирного масла из коры и древесины — метилсалицилат.
Красивое долговечное парковое дерево, быстро растущее в молодости. Может применяться в парках, для посадки в одиночку, группами и аллеями как на открытых местах, так и в полутени, от широты Санкт-Петербург и южнее. Может быть применена для лесных полезащитных полос в лесостепной зоне. В бывшем СССР имеется в культуре в Санкт-Петербурге, Москве и западных районах. Везде плодоносит.

## Таксономия
Вид Берёза вишнёвая входит в род Берёза (Betula) подсемейства Берёзовые (Betuloideae) семейства Берёзовые (Betulaceae) порядка Букоцветные (Fagales).
|  |                                      |  |                                                             |                                                             |                     |  | ещё 7 семейств (согласно Системе APG II) | ещё 7 семейств (согласно Системе APG II)                   |                                                            |  |  |  | ещё 1—2 рода        | ещё 1—2 рода        |  |  |
|  |                                      |  |                                                             |                                                             |                     |  | ещё 7 семейств (согласно Системе APG II) | ещё 7 семейств (согласно Системе APG II)                   |                                                            |  |  |  | ещё 1—2 рода        | ещё 1—2 рода        |  |  |
|  |                                      |  |                                                             | порядок Букоцветные                                         |                     |  |                                          |                                                            | подсемейство Берёзовые                                     |  |  |  |                     | вид Берёза вишнёвая |  |  |
|  |                                      |  |                                                             | порядок Букоцветные                                         |                     |  |                                          |                                                            | подсемейство Берёзовые                                     |  |  |  |                     | вид Берёза вишнёвая |  |  |
|  | отдел Цветковые, или Покрытосеменные |  |                                                             |                                                             | семейство Берёзовые |  |                                          |                                                            | род Берёза                                                 |  |  |  |                     |                     |  |  |
|  | отдел Цветковые, или Покрытосеменные |  |                                                             |                                                             |                     |  |                                          |                                                            |                                                            |  |  |  |                     |                     |  |  |
|  |                                      |  | ещё 44 порядка цветковых растений (согласно Системе APG II) | ещё 44 порядка цветковых растений (согласно Системе APG II) |                     |  |                                          | ещё одно подсемейство, Лещиновые (согласно Системе APG II) | ещё одно подсемейство, Лещиновые (согласно Системе APG II) |  |  |  | ещё более 110 видов |                     |  |  |
|  |                                      |  |                                                             | ещё 44 порядка цветковых растений (согласно Системе APG II) |                     |  |                                          |                                                            | ещё одно подсемейство, Лещиновые (согласно Системе APG II) |  |  |  |                     |                     |  |  |